# Aloe antsingyensis
Aloe antsingyensis é uma espécie de liliopsida do gênero Aloe, pertencente à família Asphodelaceae.